# Milan Jančík
Milan Jančík (* 24. října 1959 Prostějov) je český politik a právník, bývalý místopředseda pražské ODS a bývalý člen této strany, v letech 2002 až 2010 starosta Městské části Praha 5 a zastupitel Hlavního města Prahy, člen představenstva Pražské energetiky.

## Životopis
Po nedokončených studiích operního zpěvu na brněnské konzervatoři nastoupil v roce 1981 jako kulisák do Moravského divadla v Olomouci, kde také zpíval ve sboru. V roce 1982 odešel do Ostravy, kde zpíval ve sboru Moravskoslezského divadla. V polovině osmdesátých let se přestěhoval do Prahy, kde mimo jiné pracoval ve sboru Československého rozhlasu, který také manažersky vedl. Podnikal jako manažer v kultuře a v oblasti daňového a účetního poradenství.
V roce 2000 byl přijat ke studiu na Fakultě právnické Západočeské univerzity v Plzni. Při výuce podle individuálního studijního plánu si spojil dva ročníky dohromady, a studium úspěšně dokončil v létě 2004. Reportéři ČT uvedli, že v jeho diplomové práci chybí poznámkový aparát. Na stejné fakultě získal v roce 2005 titul doktora práv, a to v časovém intervalu půl roku. Později také získal titul Master of Business Administration na soukromé vysoké škole Brno International Business School.

### Zástupcem starosty v Praze 5 (1998–2002)
Po komunálních volbách v listopadu 1998 se stal společně s Petrem Horákem (US) zástupcem tehdejšího starosty Prahy 5 Miroslava Škalouda. V březnu 1999 oznámil dosažení dohody s památkáři ohledně deset let chátrající dělnické kolonie Buďánka, ta však nadále chátrá. V dubnu 1999 oznámil dočasné uzavření Malostranského hřbitova, místo avizovaného zajištění ostrahy však byl uzavřen trvale. V říjnu 1999 hájil rozhodnutí výběrové komise nezveřejňovat vítězné nabídky na půdní vestavby v obecních domech. V dubnu 2002 získala akciová společnost Brasil and Bohemia group, ve které byl Jančík předsedou představenstva, jako jediný zájemce pronájem nebytových prostor na Janáčkově nábřeží.

### Starostou Prahy 5, členem zastupitelstva HLMP a představenstva PRE (2002–2010)
Po zvolení Škalouda senátorem a listopadových komunálních volbách, ve kterých Jančíka podpořil i zpěvák Karel Gott, se stal Jančík starostou Prahy 5 a zastupitelem pražského magistrátu. Ve stejný měsíc se dostal do konfliktu s hlídkou městské policie u Mánesova mostu, který byl po povodních uzavřen. "Audi strážníka srazilo a jeho řidič pak ujel. Policista utrpěl pohmožděniny, s nimiž musel navštívit lékaře," uvedl Jan Stehlík z tiskového oddělení městské policie. Jančík to odmítá: "Když jsem přijížděl k mostu, uviděl jsem hlídku strážníků a zastavil jsem. Spěchal jsem na magistrát, a tak jsem je požádal, jestli mohu přejet přes most. Dvakrát mi jeden z nich arogantně odpověděl, že ne. Je pravda, že jsem pak ve spěchu jednal vzrušeně, ostatně tak jednali i strážníci. Ale nakonec jsem nastoupil do vozu a odjel." Ředitel městské policie Prahy 1 Miroslav Stejskal situaci označil za "nezvládnutí řízení", záležitost byla nakonec řešena pouze jako přestupek.
V květnu 2003 byl vybrán do "týmu expertů" pro posouzení dostavby hotelu u dlouhodobě chátrající památkově chráněné výletní restaurace Barrandovské terasy, kterou jejich majitelka herečka Dagmar Havlová v té době převedla na společnost Barrandovské terasy, a.s. V červenci 2003 se stal členem představenstva Pražské energetiky.
V roce 2006 došlo mezi členy ODS v Praze 5 k roztržce ohledně kandidátky pro nadcházející komunální volby. Členové okolo předsedy ODS v Praze 5 Františka Laudáta obvinili pět místních sdružení vedených lidmi okolo Milana Jančíka z hromadného nabírání členů a prosadili kandidátku v čele s Petrem Horákem, na které Jančík zcela chyběl. Místní sdružení obviněná z účelového nabírání členů pro změnu kritizovala své odpůrce za účelovou volbu volebního klíče a do sporu se jako arbitr vložil primátor Pavel Bém, který označil metody obou frakcí za "sice legální, ale rozhodně ne legitimní." Na základě podepsané tajné dohody, jejíž součástí byl závazek Jančíka nekandidovat v Praze 5 v komunálních volbách 2010, se Jančík stal lídrem kandidátky. V samotných volbách získal získal druhý nejnižší počet preferenčních hlasů ze všech 43 kandidátů za ODS, poté byl v listopadu navzdory vnitrostranické opozici a podle iDNES.cz za zákulisní pomoci Pavla Béma znovu zvolen starostou Prahy 5.
Na konci roku 2009 se stal místopředsedou pražské ODS, na mimořádném jednání pražské organizace dne 19. dubna 2010 byl z funkce odvolán.

### Ukončení členství v ODS a pokus o návrat do politiky v roce 2014
V roce 2011 mu zaniklo členství v ODS, protože přestal platit stranické příspěvky.
Po třech letech se rozhodl vrátit do politiky. V komunálních volbách v roce 2014 kandidoval jako nestraník za subjekt "Konzervativní aliance 2014" (KA14) do Zastupitelstva Hlavního města Prahy a jako lídr i do Zastupitelstva Městské části Praha 5. Zároveň kandidoval ve volbách do Senátu PČR jako nestraník za subjekt "Konzervativní aliance 2014" (KA14) v obvodu č. 21 – Praha 5. Ve všech třech případech propadl – zisky Konzervativní aliance v obou obecních volbách i jeho samého ve volbě do Senátu nepřesáhly jedno procento.

## Rodina a zájmy
Milan Jančík je ženatý a má jednoho syna. Jako své záliby uvádí na oficiálních stránkách automobilový sport, závody do vrchu historických vozidel. Taktéž vlastní závodní licenci a je členem Autoklubu ČR.

## Kritika
O starostu Prahy 5 se několikrát zajímala policie v souvislosti s nakládáním s veřejným majetkem.
Například v květnu 2005 se o něj začal zajímat Útvar pro odhalování korupce a finanční kriminality. Podle informací policie měl Jančík v roce 2003 nepravdivě informovat zastupitelstvo o plánovaném prodeji pozemků Českých drah u Smíchovského nádraží. Podle Aktuálně.cz zastupitelé souhlasili (podle idnes.cz bez vědomí zastupitelstva manipuloval s penězi) s převodem 233 miliónů potřebných na nákup do advokátní úschovny. Jejím držitelem byl právník Kamil Vališ, který měl za úschovu slíbenou odměnu a navíc úroky z městských peněz. Policie však zjistila, že České dráhy pozemky nikdy nikomu nenabídly. Praha 5 tak mohla přijít na úrocích až o jeden a půl milionu korun.
V prosinci 2005 magistrátní komise konstatovala, že radnice při plánovaném nákupu nijak nepochybila, ani žádné další podezření policie se neprokázalo.
Jeho jméno bývá médii spojováno s kauzou mrtvých duší v ODS v Praze 5.
Jančíkův mluvčí Radovan Myslík se 28. a 29. prosince 2009 pokusil vymazat zmínky o skandálech z článku na české Wikipedii. Hájil se tím, že se jednalo o omyl. Tvrdil, že úpravy článku dělal bez vědomí Jančíka.
Kvůli svému „špatnému mediálnímu obrazu“ a s tím souvisejícímu riziku volební porážky v nadcházejících volbách do Poslanecké sněmovny byl 19. dubna 2010 na mimořádném jednání pražské organizace odvolán z funkce místopředsedy.